# 2685 Masursky
2685 Masursky là một tiểu hành tinh vành đai chính. Nó được phát hiện bởi Edward (Ted) Bowell in 1981. Nó được đặt theo tên Harold Masursky (1923–1990), một nhà địa chất học hành tinh Hoa Kỳ.